# Gilles de Chin
 (février 2020).
 (février 2020).
- Si vous ne connaissez pas le sujet, laissez ce bandeau (vous pouvez alors contacter les auteurs).
- Si vous supprimez le contenu mis en cause (vous pouvez préalablement contacter les auteurs),

argumentez précisément cette suppression dans la page de discussion
(un manque de référence n'est pas un argument ; une recherche réelle de référence doit avoir été effectuée, être formellement documentée).
Gilles de Chin, de Berlaymont, de Chièvres, de Sars et de Wasmes, né à la fin du XIe siècle et mort au siège de Rollecourt en 1137, est un héros d'une légende du Hainaut, il fut compagnon d'armes du comte Baudouin IV de Hainaut.

## Historique
Gilles de Chin nait vers la fin du XIe siècle en Tournaisis, qui, à l'époque, appartenait au sud des Pays-Bas.
Dans la Chronique de bon messire Gilles de Chin, on le dit fils de Gérard de Chin, mais Anne-Marie Liétard-Rouzé dans son livre Messire Gilles de Chin, natif de Tournesis le dit fils de Gonthier de Chin.
Si Gilles est le fils de Gonthier de Chin, il serait aussi connu sous le nom de Gilles de Ribemont, sire de Chin. Information attestée par le Dictionnaire généalogique et historique du diocèse de Laon et confirmé par la Tour de Chin du château de Ribemont que Gilles de Chin et Gillon de Chin, les époux de d'Isabelle et Anne de Ribemont, tenaient en paierie au XIIIe siècle du fait de leurs aïeuls respectifs.
Ce fait est encore prouvé par la pierre sculptée et insérée dans la tour de Chin du château de Ribemont où l'on peut voir la même lithographie que celle retrouvée chez un faiseur d'écu au nom de Gilles de Chin sur laquelle on peut voir le combat de Gilles et du Lion tué pendant son séjour en Palestine. Il semblerait que l'expression de ce combat est plus passive que sur la pierre primitive qui a été remplacée.
Si Gilles fut l'héritier d'Isaac de Berlaimont, c'est parce que ce dernier avait épousé la sœur de sa mère toutes deux, dame de Ribemont, et faisait donc de lui son oncle maternel.
Mais par leurs origines, les dames de Ribemont et le seigneur Isaac de Berlaimont, fils D'Isembert de Mons sire de Berlaimont, étaient tous les dignes descendants d'Isaac de Valenciennes et de Berthe de Cambrai dont les aïeuls ne sont autres que Charles le Chauve, Louis le Bègue et Lothaire Ier les trois fils de Louis Ier le Pieux, fils du fameux Charlemagne.
Gilles de Chin eut pour parrain Gilles de Trasegnies, descendant d'Isaac de Valenciennes, pour maître d'arme Gossuin d'Oisy lui-même descendant des cadets de Valenciennes et pour meilleur ami, Gérard du Chastel de la Howarderie, descendant des seigneurs de St Aubert, cadets des seigneurs de Cambrai, ayant donc tous les mêmes aïeuls.
Au nom de leur amitié, Gérard du Chastel donnera le nom de Gérard de Saint Aubert à son fils, marié à Emmengarde d'Oisy, il leur naîtra Gilles de St Aubert que Gérard aura la joie de voir épouser la fille de son meilleur ami, la comtesse Mahaut de Chin, camériaire de Berlaimont, d'où descend toute la généalogie des seigneurs comtes et barons de Berlaimont, Berlaimont Floyon, Berlaimont la Ville et Berlaimont la Capelle.
Également seigneur de Wasmes, il part à la première croisade, avec sa parenté dont le fameux Anselme de Ribemont, son grand-père, compagnon de Godefroy de Bouillon de 1095-1099, Jean de Gavre, Baudouin II de Hainaut, appelé aussi Baudouin de Jérusalem (1056-1098) et Gillion de Trazegnies et Gossuin d'Oisy. En 1098, Baudouin II de Hainaut et son grand-père meurent en Terre Sainte après la bataille d’Antioche (voir siège d'Antioche).
Affectionné par Yolande du Hainaut, veuve de Baudouin III du Hainaut, remariée en secondes noces à Godefroy de Bouchain-Valenciennes son parent, elle en fit son conseiller préféré et le dota de nombreux avantages.
Plus tard, Gilles de Chin devient conseiller de son fils le comte Baudouin IV de Hainaut" (appelé aussi le Bâtisseur 1110-1171), le demi-frère de son cousin Godefroy III de Bouchain-Valenciennes. Déjà comte de Ribemont 1117, il prend le titre de baron de Berlaimont au décès de son oncle maternel Isaac de Berlaimont tués avec ses deux fils Hugues et Godefroy de Berlaimont par les hommes des comtes de Flandre qui ne voulaient pas être incriminés dans leur vengeance sur Thierry d'Avesnes qui avaient répudié leur cousine.
En 1129, Gilles de Chin, grand voyageur, rejoint l’armée d’occupation en Palestine, entre les deux premières croisades et il s’y distingue par d’éclatants faits d’armes. Auréolé de cette gloire, il revient au pays et épouse Eve de Chièvres.
Gilles III de Chin aura pour parrain Jean de Hainaut, le fils de Marguerite de Hainaut.
Gilles de Chin est un personnage réel, mais il appartient à la fois à l'histoire et à la légende. Le roman voit Gilles, sire de Chin et de Berlaimont, affronter en combat singulier des animaux sauvages et même un « Gayant » (géant), mais il ne mentionne pas la légende selon laquelle il fut confronté à un dragon dans le village de Wasmes qui « ruinoit les moissons, devoroit le petit et gros bétail et n'épargnoit pas même les hommes ».

## La légende
On dit qu’à son retour de Palestine, ce chevalier, seigneur de Berlaimont et chambellan de Baudouin IV de Hainaut (le Bâtisseur), tua, d'après la tradition, le terrible dragon « Le Gayant »  qui désolait, au commencement du XIIe siècle, le territoire du village de Wasmes. Il l'aurait poursuivi et recherché jusque dans la banlieue de Hal qui à l'époque faisait partie du comté du Hainaut, ce qui aurait donné le nom au village de Hondzocht. 
La mâchoire du dragon était terrifiante et ses pattes armées de griffes redoutables. Le déploiement de ses ailes s’accompagnait de craquements inquiétants.
Son repaire se situait au pied d’une colline d’où il menaçait la ville de Mons en Belgique. Dans le village de Wasmes, on montre encore de nos jours, sur le penchant d'une des deux collines, le prétendu repaire du monstre épouvantable dont la tête se trouve conservée à la bibliothèque publique de Mons et qui semble être celle d'un imposant crocodile,.
La panique commençait à régner malgré les murailles qui protégeaient la cité. Dans les couvents et les églises, prêtres et religieux imploraient Dieu de libérer le comté de ce monstre diabolique, tandis que les meilleurs chevaliers estimaient n’avoir aucune chance de venir à bout d’un dragon dont ils ne pourraient même pas entamer la carapace. Le découragement grandissait dans la population, certains envisageaient de quitter le pays. C’est alors que le jeune et courageux chevalier, Gilles de Chin, prit la résolution d’affronter la monstrueuse créature.
Aussi voyait-on autrefois au portail de l'église de Wasmes deux tableaux, dont l'un représentait le chevalier Gilles de Chin armé, vêtu de sa cotte et combattant un dragon ; l'autre figurait le même chevalier priant à genoux devant Notre-Dame. Mais ces peintures, remontant au commencement du XVe siècle, ont disparu comme le tombeau du chevalier, et il ne reste pour tout monument du fameux combat qu'un tableau moderne qui le représente.
En 1133, Gilles de Chin partit à la rencontre du dragon qu’il trouva à proximité de son antre, au pied de la colline. Quand la bête aperçut le chevalier, elle poussa un hurlement à vous glacer le sang. Par de larges coups de queues, l’animal balayait le terrain derrière lui, brisant les arbustes. Son effroyable gueule et ses griffes essayaient d’atteindre le cavalier qui, virevoltait autour de lui. Songeant que la libération des Hennuyers dépendait de lui, Gilles reprit du champ pour frapper encore lorsqu’il vit venir à lui une svelte jeune fille, vêtue de blanc, portant d’une main un fagot d’épine et de l’autre une lanterne allumée. Gilles lui cria de prendre garde au dragon. Nullement impressionnée, elle le remercia d’un sourire et jeta le fagot à ses pieds. « Faites lui avaler ceci », dit-elle simplement. En un seul mouvement, Gilles éleva le fagot au bout de sa lance vers l’horrible gueule, qui le happa aussitôt. Surpris par la douleur inattendue provoquée par les mille épines qui s’incrustaient dans la chair molle de son palais, le dragon relâcha un instant son attention, ce dont la jeune fille profita pour mettre le feu au fagot à l’aide de la flamme de sa lanterne. Puis elle disparut aussi légèrement qu’elle était venue. Comme affolé de stupeur et de douleur, le monstre rugit épouvantablement tandis que Gilles, ayant enfin trouvé le défaut de la cuirasse, lui enfonçait sa lance dans le cœur. Dans un dernier soubresaut, le dragon tente d’écraser son vainqueur mais Gilles esquiva le danger. Faut-il dire que la reconnaissance des habitants de Mons envers Gilles de Chin l’accompagna toute sa vie.
La dépouille du dragon de Wasmes, fut transporté à Mons par ordre du comte Baudouin IV de Hainaut.
Gilles de Chin fit assécher les marais de Wasmes ce qui fit reculer certaines maladies dues à la présence de moustiques et au Moyen Âge la victoire sur la maladie était assimilée à une victoire du bien sur le mal. Voilà notre monstre réduit à la taille d’un moustique.
Cette légende s’est transmise à travers les siècles et en 1657 on montre à Mons, la tête du dragon qui aurait été conservée dans une abbaye.

## Décès
Gilles de Chin fut tué d'un coup de lance le 12 août 1137 lors du siège du château de Roucourt par l'armée flamande. On rapporta son corps à l'abbaye de Saint-Ghislain en Belgique et on l’inhuma dans l’église abbatiale auprès de sa belle-mère Pétronille d'Antoing-Chièvres.
Sur sa sépulture on éleva un mausolée de marbre noir sur lequel il est représenté couché et revêtu de ses armes, tenant au bras gauche un écusson. Voici l’inscription de cette tombe :
 Ci-gist Messire Gilles de Chin 

 Chambellan de Haynnau, 

 Seigneur de Berlaymont, 

 Anssy Chièvres et de Sars de 

 par sa femme, Dame Idon, personnage 

 Digne de mémoire, tant pour 

 son zèle au service de Dieu, que 

 Par sa valeur dans les armes, 

 lequel aydé de la 

 Vierge tua un Dragon qui 

 faisait grand dégât au terroir 

 de Wasmes. Il fut enfin occys 

 Rallecourt, ayant donné de 

 grands biens à cette 

 maison, au village 

 dud, Wasmes, 

 Requiescat 

 In pace. 
Cette tombe fut plus tard transférée à l’église paroissiale de Sainte-Waudru à Mons, elle est déposée sous la porte qui conduit à la bibliothèque publique de cette ville.
Dans l'église de l'ancienne abbaye de Saint-Ghislain se célèbre encore actuellement l'obit du célèbre chevalier Gilles de Chin. Il n'existe aucun titre qui institue l'obit. La seule pièce sur laquelle on se base pour le célébrer est un martyrologe manuscrit appartenant à l'église de Saint-Ghislain, lequel contient sur un feuillet final, entre autres mentions de même espèce, cette note: « Le 12 août obit de Gilles de Chin »
À Mons, à l'anniversaire de la mort de ce chevalier, une messe est célébrée pour le repos de son âme.
Chaque année, début mai, la ville de Berlaimont fête la victoire de Gilles de Chin sur le dragon, par le défilé d'un cortège de chars et de troupes dont les Gilles de Berlaimont et la confrérie du Bouzouc, nom qui fut donné à la fête et au dragon que suivent les géants Gilles et Ève.
Son épouse Eve de Chièvres ou Damison de Chièvres, se remariera avec Rasse III de Gavre tué au siège de Roucourt en Ostrevant, assiégé cette fois par les Hennuyers en 1148, puis avec Nicolas de Rumigny et donna naissance aux descendants de Chin, Berlaimont, Noyon, Busignies, Gavre, Rumigny et autres alliances.

## Descendants
Au début du XVIe siècle, un des descendants de Gilles de Chin, Charles de Berlaymont, fut général puis ministre de Charles Quint dont l'homme de Confiance fut Adrien Dubois puis de Philippe II d'Espagne mais d'autres de ses descendants ont occupé les positions de Chambellan du Hainaut, Gouverneur, maréchaux Bourguemestre de Liège, etc., particulièrement les seigneurs de Berlaimont (voir ce nom).

### Biographie
- Anne-Marie Liétard-Rouzé, Messire Gilles de Chin, natif de Tournesis, Villeneuve d'Ascq, Presses universitaires du Septentrion, coll. « Bibliothèque des Seigneurs du Nord », 2010, 235 p. (ISBN 9782757401088, lire en ligne).